# Judith onthoofdt Holofernes (Finson)

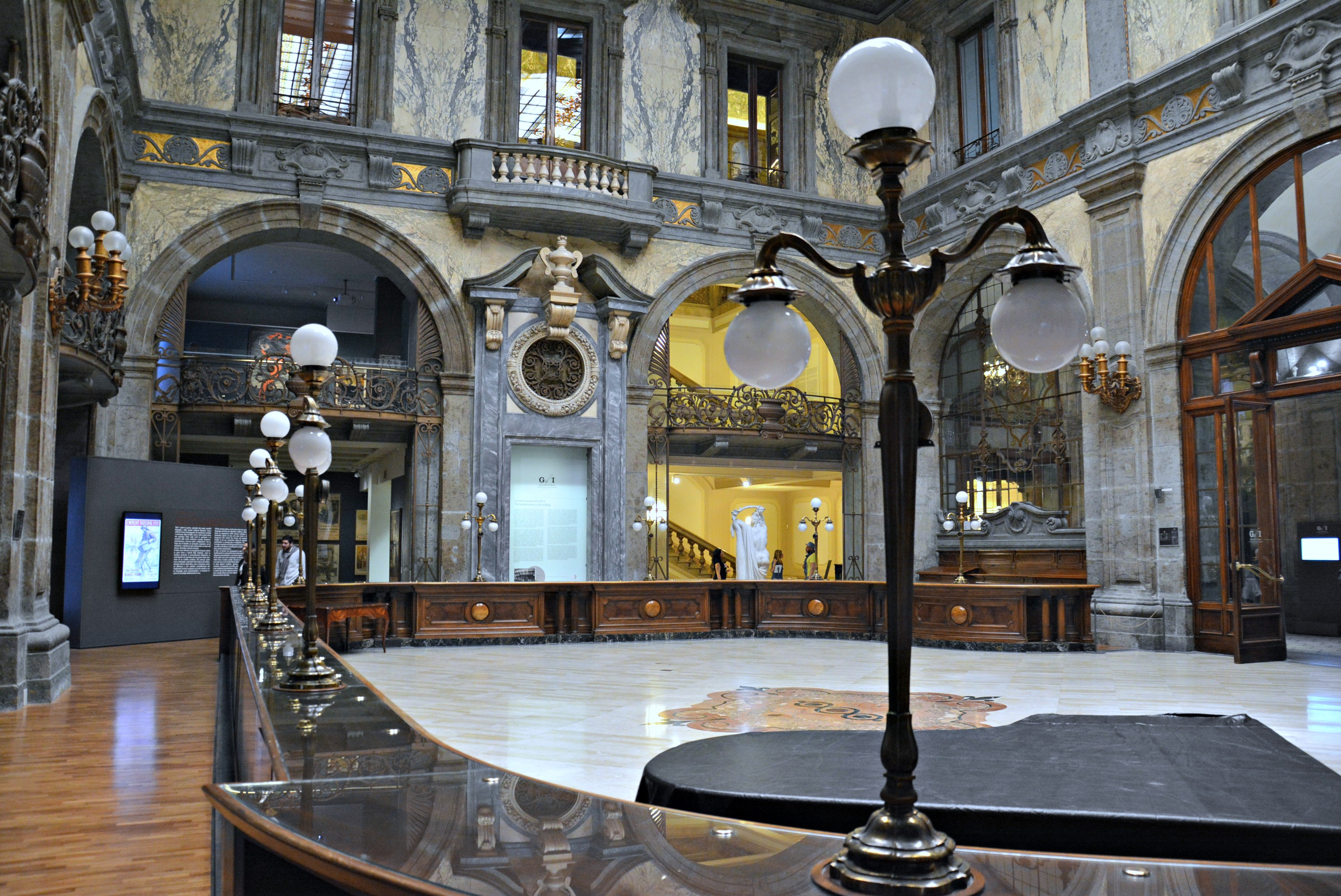
Binnenzicht Palazzo Zevallos in Napels, Italië

Judith onthoofdt Holofernes is een schilderij (1607) van Louis Finson, een kunstschilder uit de Nederlanden. Het schilderij hangt in het Palazzo Zevallos, ook genoemd Palazzo Colonna di Stigliano in Napels, Italië. Dit paleis bevindt zich in het centrum van Napels, in de wijk San Ferdinando. De eigenaar van het schilderij is de Banco di Napoli.

## Kopie door Finson
Het schilderij van Finson is een kopie van deze van Caravaggio. Het schilderij stelt de onthoofding voor van Holofernes, generaal van Babylon, door Judith, een bijbels figuur uit het apocrief boek Judith. De moord gebeurde in de tent van de generaal. Judith is vergezeld van haar bediende Abra; deze neemt het hoofd mee in een doek.
Louis Finson verbleef in Napels van 1604 tot 1612. Hij was een volgeling van Caravaggio, dus een caravaggist. Caravaggio verliet Napels in 1607. Volgens kunstcritici legde Finson een vorm van naturalisme in het werk en is zijn stijl een afgeleide van de clair-obscur van Caravaggio.
Finson zou meerdere schilderijen met het thema Judith onthoofdt Holofernes geproduceerd hebben. Dit volgt uit observaties toen Finson, op terugreis van Napels, enkele jaren in de Provence werkte (1613-1615).

## Origineel van Caravaggio
Caravaggio schilderde het originele schilderij Judith onthoofdt Holofernes tweemaal. Dit zou plaats gevonden hebben in het begin van de jaren 1600. Een van de twee originelen wordt bewaard in Galleria Nazionale d'Arte Antica in het Palazzo Barberini in Rome. Het tweede origineel circuleerde in Napels doch geraakte verloren in de loop van de 17e eeuw.

## Versie van Toulouse
In 2014 kreeg het werk van Finson in Napels internationale weerklank. Op een zolder in Toulouse, Frankrijk, werd naar aanleiding van een waterlek, een vondst gedaan. Het doek leek als twee druppels water op dat in Napels. Het was eind 19e eeuw in Toulouse geraakt en sindsdien in uitstekende staat bewaard. Kunsthistorici waren verdeeld. Sommigen herkenden het verdwenen origineel van Caravaggio; anderen noemden het een oudere kopie dan deze van Finson in Napels. Met andere woorden, zowel Caravaggio als zijn leerling Finson worden vernoemd als auteur. Het Louvre in Parijs was geïnteresseerd in de aankoop. In 2019 kocht evenwel James Tomilson Hill III, een miljardair uit New York, het schilderij. De versie van Toulouse bleef in private handen.

## De drie besproken schilderijenJudith onthoofdt Holofernes

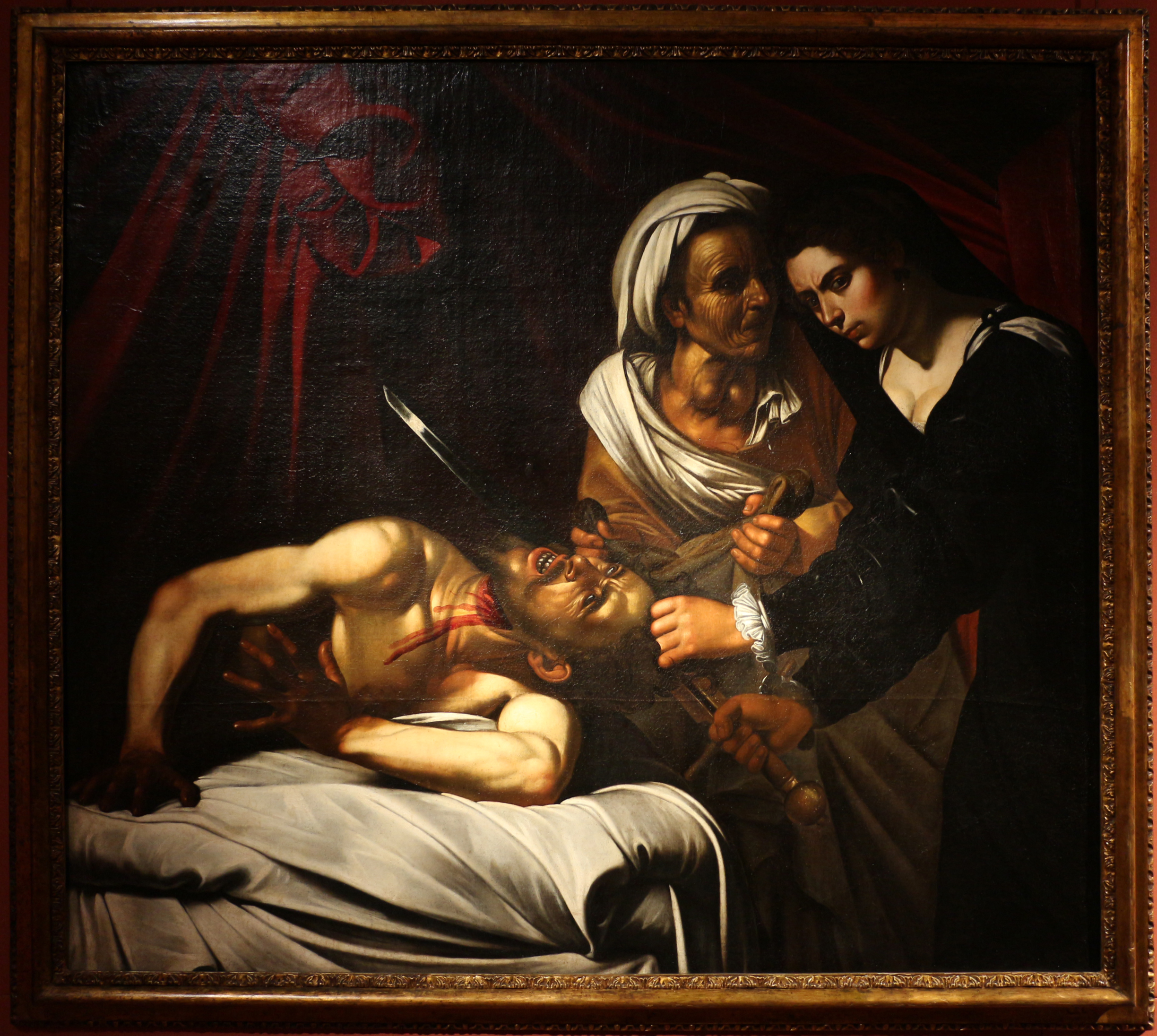
door Louis Finson
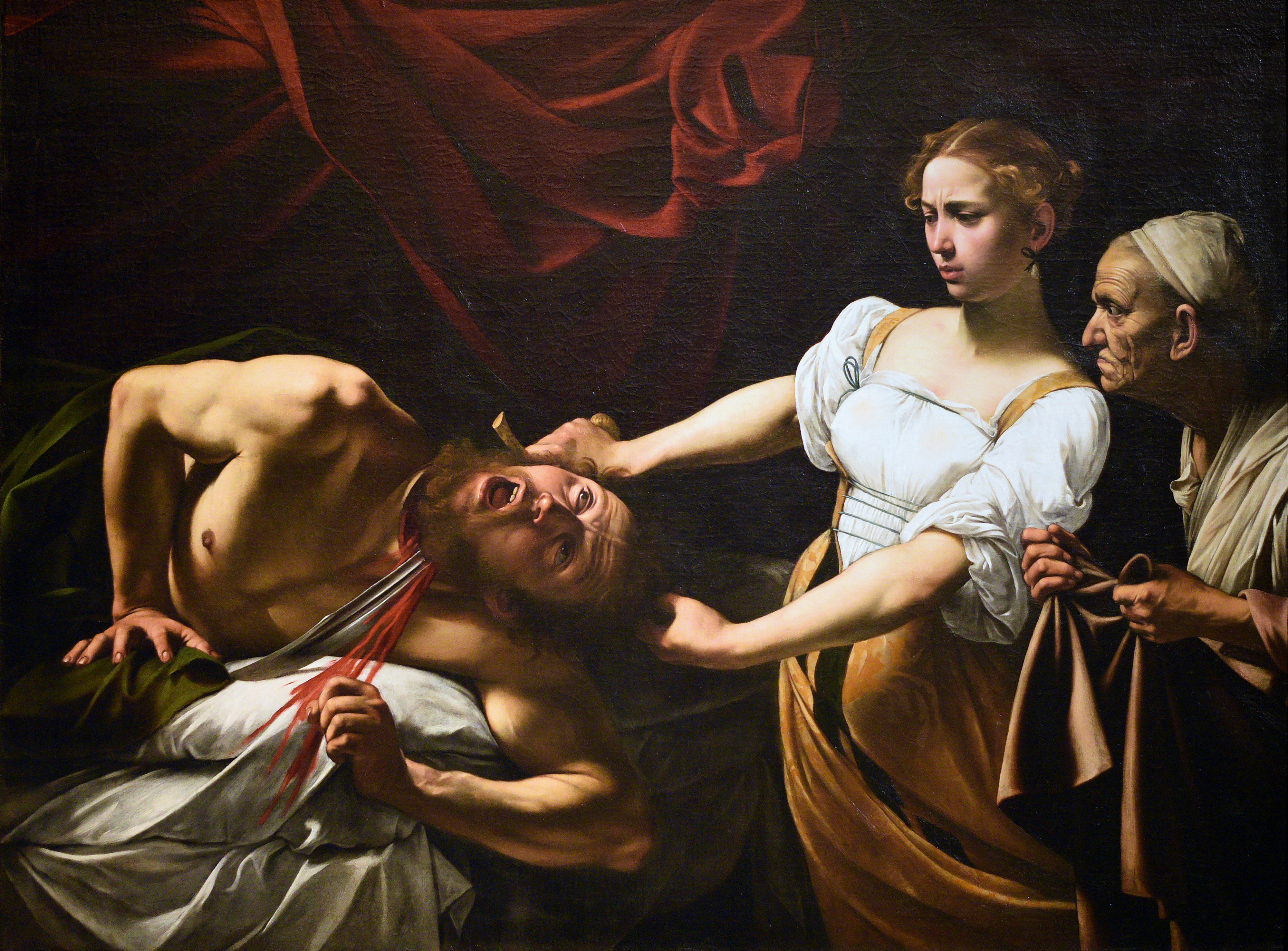
door Caravaggio
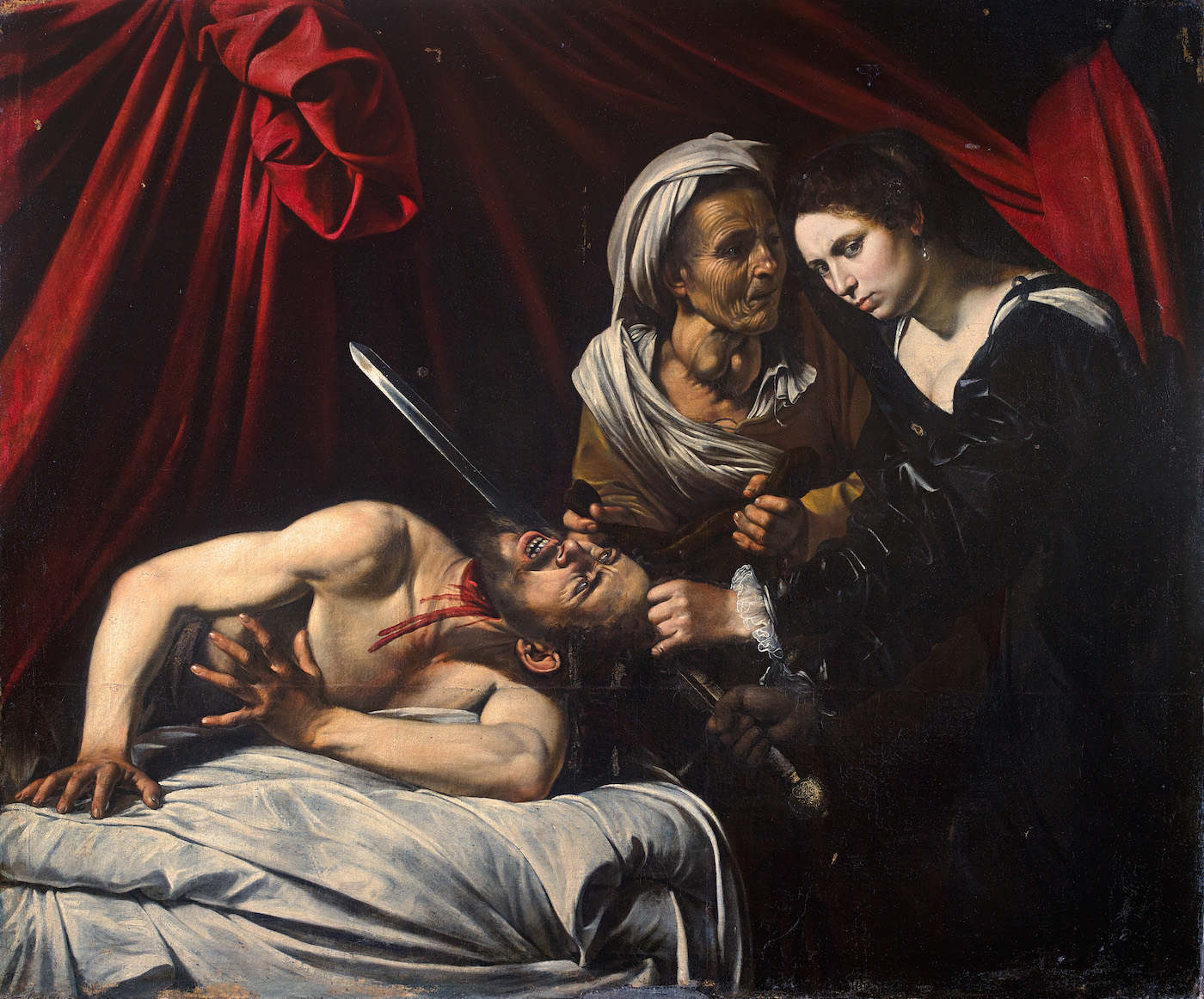
deze "van Toulouse"